# Cahuita
Cahuita è un distretto della Costa Rica facente parte del cantone di Talamanca, nella provincia di Limón.